# Crocilea
Crocilea (en griego, Κροκύλεια) es el nombre de un lugar de la Antigua Grecia que es mencionado por Homero en el Catálogo de naves de la Ilíada, donde se dice que se trataba de un lugar que pertenecía a los dominios de Odiseo.
Su localización es controvertida. Estrabón dice que era una localidad situada en la isla de Léucade, junto a Egílipe y Nérico, que entonces pertenecía al territorio del continente ya que se convirtió en una isla cuando los corintios construyeron un canal, en tiempos de Cípselo y Gorgo, en el siglo VII a. C.